# Воронезький державний університет
Воронезький держа́вний університе́т — вищий навчальний заклад, один із найстаріших університетів Росії. Розташований у місті Воронежі. Складається з 17 факультетів, на яких навчається понад 20 тис. студентів.
Датою заснування університету є 1802 рік, коли російський імператор Олександр I підписав Затверджувальну грамоту та Статут Юр'євського імператорського університету.

## Викладачі
Серед педагогів Воронезького університету:
- Поспєлов Володимир Петрович — ентомолог, академік АН УРСР.
- Семенів Микола Матвійович — український мовознавець.

## Відомі випускники
- Ілолов Мамадшо Ілолович — доктор фізико-математичних наук, професор, президент Академії наук Республіки Таджикистан.
- Сидоренко Олександр Васильович  — академік АН СРСР — 1966, Герой Соціалістичної Праці, міністр геології СРСР в 1965—1975 роках.